# Songbird
Songbird (englisch für Singvogel) ist eine erweiterbare, freie Software zur Organisation und Wiedergabe von Medien, die sich auf dem lokalen Rechner oder im Internet befinden. Gleichzeitig ist Songbird eine Plattform für Internetanwendungen, wie Internet-Musikvertreiber oder Netzlabels, indem es eine offene Programmierschnittstelle bereitstellt. Songbird wird von der POTI, Inc. („Pioneers Of The Inevitable“, englisch für Pioniere des Unausweichlichen, einer Gruppe bestehend aus ehemaligen Entwicklern von Winamp und der Yahoo Music Engine), unter den Bedingungen der GNU General Public License (GPL) entwickelt. Songbird basiert auf Mozillas XUL und ist in der Desktop-Version aktuell unter Windows und macOS lauffähig. Zur Medien-Wiedergabe dient GStreamer.
Die offizielle Unterstützung für Linux wurde mit der Version 1.7.2 beendet. Mitte 2013 wurde bekannt gegeben, dass das Songbird-Projekt nicht mehr weitergeführt und die Entwicklung eingestellt wird.

## Funktionen
Songbird versucht nach eigenen Angaben Musik mit den Vorteilen des Internets zu kombinieren. Dabei fallen vor allem die vielen Links auf Musikprojekte auf. Wenn auf einer solchen Seite eine Audiodatei vorhanden ist, erstellt Songbird automatisch eine Web-Wiedergabeliste, die diese Datei abspielen kann. Somit ist Songbird, dank Web 2.0, nicht nur ein Audio-Player, sondern auch eine Art Musikbrowser. Neben den kostenlosen Blogs, Downloadseiten und Musikdiensten sind auch kostenpflichtige Musikdienste verlinkt, darunter eMusic, CDBaby und Insound.
Das Hauptmenü ist relativ einfach gehalten: Neben den üblichen Funktionen wie Abspielen, Pause, Titelsprung und Lautstärke bietet Songbird auch noch eine Datenbank als Medienverwaltung und die Möglichkeit, Titel auf Geräte zu übertragen. Als Besonderheit hat Songbird eine Abspielfunktion für AAC-Dateien (über das QuickTime-Zusatzmodul) sowie WMA-Dateien (über das Windows-Media-Modul) und bietet Unterstützung für den Transfer von Dateien auf den Apple iPod („iPod Device Manager“).
Neben der in der Oberfläche (GUI) voreingestellten Sprache Englisch können, über „File“ und „Language“, auch andere Sprachen ausgewählt werden.

## Erweiterungen
Eine Besonderheit, die durch die Verwendung von XUL vereinfacht wird, ist das Erweitern der vorhandenen Funktionen durch Add-ons. Bekannte Erweiterungen sind: Qloud Tagging & Search, eMusic Integration, iTunes Importer, iPod Device, Artist Tracker, Library File Organizer, Last.fm, Wikipedia Artist Display, SHOUTcast Radio Directory, UnPlug, Adblock Plus, TagLib metadata handler, Minimize-to-Systemtray und ChatZilla.

## Skins

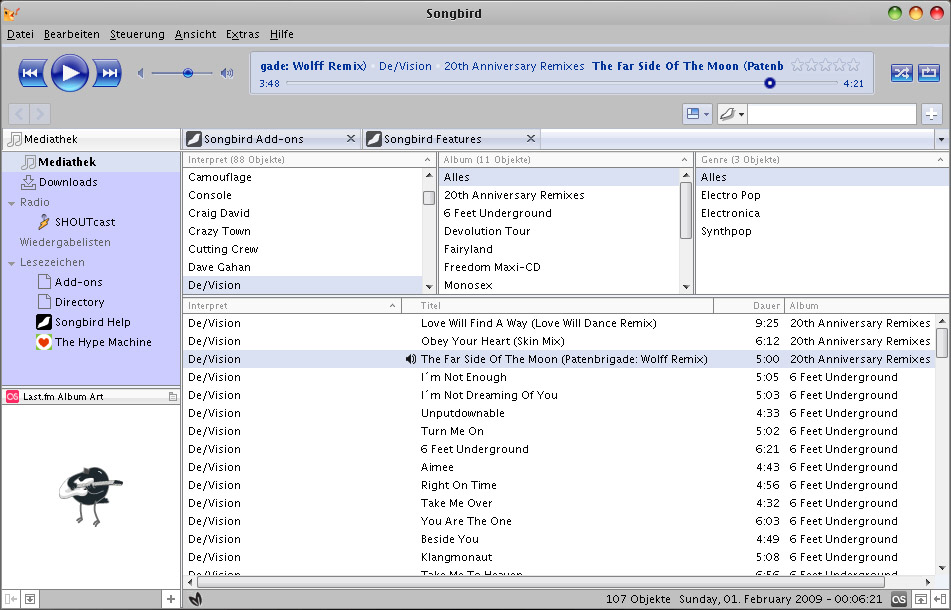
Bildschirmfoto von Songbird 1.0 mit alternativer „feather“

Skins werden in Songbird als „Federkleid“ (englisch „feathers“) bezeichnet. Nutzer und Künstler haben die Möglichkeit, das Aussehen von Songbird über eine Erweiterung zu verändern. Dabei kann CSS (und optional XUL) zur Gestaltung verwendet werden. Mit einem Bildbearbeitungsprogramm, wie zum Beispiel Adobe Photoshop oder GIMP, sind Benutzer dann in der Lage, das Aussehen von Songbird ihren Wünschen anzupassen.

## Lokalisierungen
Es gibt derzeit 49 Lokalisierungen von Songbird in verschiedenen Stadien auf Basis von freiwilligen Übersetzern. Songbird ermutigt Entwickler aller Sprachen bei der Entwicklung und Aktualisierung der Lokalisierungen mitzuhelfen.

## Versionsgeschichte
| Legende: | Alte Version | Ältere Version; noch unterstützt | Aktuelle Version | Aktuelle Vorabversion | Zukünftige Version |

| Gecko- Version | Version | Codename     | Veröffentlichung  | Neuerungen und wichtige Änderungen |
| -------------- | ------- | ------------ | ----------------- | --- |
| 1.8            | 0.1     | Hilda        | 8. Februar 2006   | Erste Version |
| 1.8            | 0.1.1   |              | 22. Februar 2006  | Verbesserte Medienunterstützung |
| 1.8            | 0.2     |              | 17. Oktober 2006  | Unterstützung verschiedener Betriebssysteme, Mehrsprachigkeit hinzugefügt |
| 1.8            | 0.2.5   |              | 28. Februar 2007  | Unterstützung von Windows Media DRM und QuickTime DRM, Verwaltung von Wechselmedien, Unterstützung von Apples iPod, verbesserte Integration ins Betriebssystem, automatischer Sprachendownload                           |
| 1.9            | 0.3     | Bowie        | 30. Oktober 2007  | Tabbed Browsing hinzugefügt, Programmierschnittstelle (API) überarbeitet |
| 1.9            | 0.3.1   |              | 6. November 2007  | Stabilitätsaktualisierung |
| 1.9            | 0.4     | Cher         | 27. Dezember 2007 | Display-Panes (Sidebars mit denen Erweiterungen besser integriert werden können) hinzugefügt |
| 1.9            | 0.5     | Dokken       | 26. März 2008     | Medienbibliothek-API hinzugefügt, MTP-Unterstützung |
| 1.9            | 0.6     | Eno          | 13. Juni 2008     | Verbesserungen der Prozessor- und Speicherauslastung, Modifikation von ID3-Tags ermöglicht |
| 1.9            | 0.6.1   |              | 13. Juni 2008     | Stabilitätsaktualisierung |
| 1.9            | 0.7     | Fugazi       | 20. August 2008   | Neues Layout, verkleinerte Wiedergabeliste und Drag and Drop hinzugefügt |
| 1.9            | 1.0     | Genesis      | 2. Dezember 2008  | Erste stabile Version. Neuerungen: GStreamer-Unterstützung für alle Betriebssysteme, Weiter optimierte Prozessor- und Speicherauslastung, Beschleunigter Programmstart, Importieren und Durchsuchen der Medienbibliothek |
| 1.9            | 1.1.2   | Hendrix      | 10. März 2009     | Ordner auf Änderungen überwachen und Medien automatisch importieren, Album-Cover abrufen, Normalisierung der Wiedergabe                                                                                                  |
| 1.9            | 1.2     | Isan         | 18. Juni 2009     | Neuer Equalizer, Automatisches Organisieren der Medienbibliothek, Last.fm Radio, Synchronisieren mit iTunes in beide Richtungen                                                                                          |
| 1.9            | 1.3.0b1 | Jackson 5    | 22. Juli 2009     | Features wurden als Teil von Version 1.4 veröffentlicht |
| 1.9            | 1.4     | Kanye        | 19. Oktober 2009  | Abspielen von weiteren Formaten, Unterstützung für Metadaten von MP4 und ASF, Transkodierung in MP3 oder WMA, AAC- und MSC-Unterstützung, CD-Ripper                                                                      |
| 1.9            | 1.4.3   | KoЯn         | 23. Dezember 2009 | Neuer Standard-Skin „Purple Rain“, Neugestaltung der Add-ons, Abspielen von weiteren Formaten, zusätzliche Geräteunterstützung                                                                                           |
| 1.9            | 1.5     | Led Zeppelin | 2010              | Features wurden als Teil von Version 1.7.2 veröffentlicht |
| 1.9            | 1.6     | Madonna      | 2010              | Features wurden als Teil von Version 1.7.2 veröffentlicht |
| 1.9            | 1.7     | Nirvana      | 2010              | Features wurden als Teil von Version 1.7.2 veröffentlicht |
| 1.9            | 1.7.2   | NOFX         | 3. Juni 2010      | Videoverwaltung und -wiedergabe, Windows-7-Unterstützung, erweiterte Geräteunterstützung, Synchronisierung von Bildern, letzter offizieller Linux-Build                                                                  |
| 1.9            | 1.7.3   | NOFX         | 10. Juni 2010     | Fehler in der Datenbank, Korrektur wegen Aktualisierungen von Last.fm und Android 2.1 |
| 1.9            | 1.8.0   |              | 2. September 2010 | Mac-USB/MSC-Unterstützung, Unterstützung weiterer Smartphones, Unterstützung für Linux eingestellt |
| 1.9            | 1.9.3   | Pink Floyd   | 9. Februar 2011   | Third Party Services Integration |
| 1.9            | 1.10.1  | Qbert        | 1. November 2011  | 2-Wege-Synchronisation zwischen Geräten und der Songbird-Bibliothek, automatisches Einordnen von heruntergeladenen und gerippten Dateien in die Künstler/Album-Dateisystem-Hierarchie                                    |
| 1.9            | 1.10.2  |              | 25. Januar 2012   | Bugfixing |
| 1.9            | 2.0.0   |              | 8. Juni 2012      | Neuer Standard-Skin „Pink Martini“, Integration des Cloud-Dienstes „songbird.me“ |
| 1.9            | 2.1.0   |              | 31. Oktober 2012  | Abspielen von Musik an drahtlosen Geräten, Media-Server-Funktionalität für drahtlose Geräte (DLNA) |
|                | 2.2.0   |              | 8. Februar 2013   | Neueste Version (Projekt eingestellt) |

## Besondere Versionen und Abspaltungen

Bildschirmfoto der Startseite von Songbird (v1.5) für Android

Bildschirmfoto „Cover Art“-Modus von Songbird (v1.5) für Android

### Songbird Mobile
Seit Anfang 2011 gibt es auch eine, ebenfalls von POTI entwickelte, Smartphone-Version für Android, deren Touchscreen-optimierte Benutzeroberfläche sich deutlich von der Desktopversion unterscheidet. Songbird für Android liegt derzeit in Version 2.2.2 vor.

### Nightingale
Als im April 2010 bekannt gegeben wurde, dass Songbird ab Version 1.8 nicht mehr für Linux weiter entwickelt werden würde, wurde mit der Arbeit an einem Fork namens Nightingale (englisch Nachtigall) begonnen. Am 15. Dezember 2011 erschien die erste Beta-Version (Nightingale 1.8.1.), am 5. März 2012 wurde mit Nightingale 1.11.0 die erste offizielle Version für die Plattformen Linux, Mac OS X und Windows zum Download bereitgestellt. Die letzte Version 1.12.1 von Nightingale erschien im Januar 2014.